# Qualificações para o Campeonato Europeu de Futebol de 2020 – Grupo C
O Grupo C das Qualificações para o Campeonato Europeu de Futebol de 2020 foi um dos dez grupos que decidiu os participantes do Campeonato Europeu de Futebol de 2020. As duas melhores seleções se classificaram.

## Classificação
|  | Equipes qualificadas para o Campeonato Europeu de Futebol de 2020 |
|  | Equipes classificadas para a repescagem                           |
|  | Equipes eliminadas                                                |

| Pos | Equipe           | Pts | J | V | E | D | GP | GC | SG  | Classificado                     |  | Alemanha | Países Baixos | Irlanda do Norte | Bielorrússia | Estónia |
| --- | ---------------- | --- | - | - | - | - | -- | -- | --- | -------------------------------- |  | -------- | ------------- | ---------------- | ------------ | ------- |
| 1   | Alemanha         | 21  | 8 | 7 | 0 | 1 | 30 | 7  | +23 | Qualificado para o Eurocopa 2020 |  | —        | 2–4           | 6–1              | 4–0          | 8–0     |
| 2   | Países Baixos    | 19  | 8 | 6 | 1 | 1 | 24 | 7  | +17 | Qualificado para o Eurocopa 2020 |  | 2–3      | —             | 3–1              | 4–0          | 5–0     |
| 3   | Irlanda do Norte | 13  | 8 | 4 | 1 | 3 | 9  | 13 | −4  | Avança para a repescagem         |  | 0–2      | 0–0           | —                | 2–1          | 2–0     |
| 4   | Bielorrússia     | 4   | 8 | 1 | 1 | 6 | 4  | 16 | −12 | Avança para a repescagem         |  | 0–2      | 1–2           | 0–1              | —            | 0–0     |
| 5   | Estónia          | 1   | 8 | 0 | 1 | 7 | 2  | 26 | −24 | Eliminado                        |  | 0–3      | 0–4           | 1–2              | 1–2          | —       |

## Partidas
As partidas foram divulgadas pela UEFA em 2 de dezembro de 2018. Para as partidas em março e novembro é utilizado o fuso horário UTC+1 e para o restante é seguido o fuso horário UTC+2.
| 21 de março de 2019 | Países Baixos                                       | 4 – 0     | Bielorrússia | Estádio De Kuip, Roterdão                 |
| 20:45               | Depay 1', 55' (pen.) · Wijnaldum 21' · Van Dijk 86' | Relatório |              | Público: 38 604 Árbitro: ITA Davide Massa |

| 21 de março de 2019 | Irlanda do Norte              | 2 – 0     | Estónia | Windsor Park, Belfast                   |
| 20:45               | McGinn 56' · Davis 75' (pen.) | Relatório |         | Público: 18 176 Árbitro: CRO Ivan Bebek |

| 24 de março de 2019 | Países Baixos           | 2 – 3     | Alemanha                           | Johan Cruijff Arena, Amesterdão                |
| 20:45               | De Ligt 48' · Depay 63' | Relatório | Sané 15' · Gnabry 34' · Schulz 90' | Público: 51 694 Árbitro: ESP Jesús Gil Manzano |

| 24 de março de 2019 | Irlanda do Norte         | 2 – 1     | Bielorrússia  | Windsor Park, Belfast                         |
| 20:45               | Evans 30' · Magennis 87' | Relatório | Stasevich 33' | Público: 18 188 Árbitro: POL Paweł Raczkowski |

| 8 de junho de 2019 | Estónia       | 1 – 2     | Irlanda do Norte              | A. Le Coq Arena, Tallinn     |
| 18:00              | Vassiljev 25' | Relatório | Washington 77' · Magennis 80' | Árbitro: POR Fábio Verissimo |

| 8 de junho de 2019 | Bielorrússia | 0 – 2     | Alemanha            | Arena Borisov, Borisov       |
| 20:45              |              | Relatório | Sané 13' · Reus 62' | Árbitro: SRB Srđan Jovanović |

| 11 de junho de 2019 | Bielorrússia | 0 – 1     | Irlanda do Norte | Arena Borisov, Borisov                     |
| 20:45               |              | Relatório | McNair 86'       | Público: 5 250 Árbitro: AUT Harald Lechner |

| 11 de junho de 2019 | Alemanha                                                                                    | 8 – 0     | Estónia | Opel Arena, Mainz                          |
| 20:45               | Reus 10', 37' · Gnabry 17', 62' · Goretzka 20' · Gündoğan 26' (pen) · Werner 79' · Sané 88' | Relatório |         | Público: 26 050 Árbitro: TUR Ali Palabıyık |

| 6 de setembro de 2019 | Estónia   | 1 – 2     | Bielorrússia               | A. Le Coq Arena, Tallinn                  |
| 18:00                 | Sorga 54' | Relatório | Naumov 48' · Skavysh 90+2' | Público: 7 314 Árbitro: LUX Alain Durieux |

| 6 de setembro de 2019 | Alemanha                    | 2 – 4     | Países Baixos                                                 | Volksparkstadion, Hamburgo                     |
| 20:45                 | Gnabry 9' · Kroos 73' (pen) | Relatório | F. de Jong 59' · Tah 66' (g.c.) · Malen 79' · Wijnaldum 90+1' | Público: 51 299 Árbitro: POR Artur Soares Dias |

| 9 de setembro de 2019 | Estónia | 0 – 4     | Países Baixos                              | A. Le Coq Arena, Tallinn                  |
| 20:45                 |         | Relatório | Babel 17', 47' · Depay 76' · Wijnaldum 87' | Público: 11 006 Árbitro: UKR Serhiy Boiko |

| 9 de setembro de 2019 | Irlanda do Norte | 0 – 2     | Alemanha                       | Windsor Park, Belfast                       |
| 20:45                 |                  | Relatório | Halstenberg 48' · Gnabry 90+3' | Público: 18 326 Árbitro: ITA Daniele Orsato |

| 10 de outubro de 2019 | Bielorrússia | 0 – 0     | Estónia | Estádio Dínamo, Minsk                          |
| 18:00                 |              | Relatório |         | Público: 11 300 Árbitro: ESP Ricardo de Burgos |

| 10 de outubro de 2019 | Países Baixos                       | 3 – 1     | Irlanda do Norte | Estádio De Kuip, Roterdão                   |
| 20:45                 | Depay 80', 90+4' · L. de Jong 90+1' | Relatório | Magennis 75'     | Público: 41 348 Árbitro: FRA Benoît Bastien |

| 13 de outubro de 2019 | Bielorrússia | 1 – 2     | Países Baixos      | Estádio Dínamo, Minsk                                |
| 18:00                 | Drahun 54'   | Relatório | Wijnaldum 32', 41' | Público: 21 639 Árbitro: GRE Anastasios Sidiropoulos |

| 13 de outubro de 2019 | Estónia | 0 – 3     | Alemanha                       | A. Le Coq Arena, Tallinn                    |
| 20:45                 |         | Relatório | Gündoğan 51', 57' · Werner 71' | Público: 12 062 Árbitro: BUL Georgi Kabakov |

| 16 de novembro de 2019 | Alemanha                                   | 4 – 0     | Bielorrússia | Borussia-Park, Mönchengladbach             |
| 20:45                  | Ginter 41' · Goretzka 49' · Kroos 55', 83' | Relatório |              | Público: 33 164 Árbitro: ISR Orel Grinfeld |

| 16 de novembro de 2019 | Irlanda do Norte | 0 – 0     | Países Baixos | Windsor Park, Belfast                         |
| 20:45                  |                  | Relatório |               | Público: 18 404 Árbitro: POL Szymon Marciniak |

| 19 de novembro de 2019 | Alemanha                                                | 6 – 1     | Irlanda do Norte | Commerzbank-Arena, Frankfurt am Main                 |
| 20:45                  | Gnabry 19', 47', 60' · Goretzka 43', 73' · Brandt 90+1' | Relatório | Smith 7'         | Público: 42 855 Árbitro: ESP Carlos del Cerro Grande |

| 19 de novembro de 2019 | Países Baixos                                | 5 – 0     | Estónia | Johan Cruijff Arena, Amesterdão           |
| 20:45                  | Wijnaldum 6', 66', 79' · Aké 19' · Boadu 87' | Relatório |         | Público: 50 386 Árbitro: ITA Davide Massa |